# Fornace
Fornace é uma comuna italiana da região do Trentino-Alto Ádige, província de Trento, com cerca de 1.166 habitantes. Estende-se por uma área de 7 km², tendo uma densidade populacional de 167 hab/km². Faz fronteira com Lona-Lases, Baselga di Piné, Albiano, Civezzano, Pergine Valsugana.
Entre as várias famílias que imigraram para o Brasil em 1875, vindas de Fornace, pode-se citar: Agostini, Busarello, Cristofolini, Girardi, Lorenzi, Stolf, Tomelin e muitas outras, que contribuíram com o desenvolvimento do Vale do Itajaí, especialmente Rio dos Cedros, Rodeio e Nova Trento.
Em agosto de 2017, Fornace estabeleceu um Pacto de Amizade com o município de Rodeio válido por 10 anos, que visa a manutenção dos laços transoceânicos entre as duas comunidades, incentivar o desenvolvimento socioeconômico e torná-las cidades-gêmeas futuramente.